# Feuillantinus klub
A Feuillantinus klub (franciául Club des Feuillants) az Alkotmány barátainak társaságából (Société des Amis de la Constitution) kivált, az alkotmányos monarchiát támogató politikai csoportosulás volt. A klub angol minta nyomán honosodott meg Franciaországban a politikai csoportosulások elnevezésére. A nagy francia forradalomban szerepet játszó csoport célja XVI. Lajos uralmának visszaállítása volt annak elmenekülése és 1791. június 22-i, varennes-i letartóztatása után.
Ez a csoport 1791. július 16-án született. A király sérthetetlenségét biztosító határozatok megosztották az Alkotmány barátainak társaságát, amely a Jakobinus klubban ülésezett. Antoine Barnave kivált a társaságból, magával vitte  a mérsékelt nézeteket valló többséget. Első gyűlésüket a Palais Royal-ban (Királyi Palota) tartották, később pedig a Ciszterciek egykori kolostorában, a Feuillantinus kolostorban (Couvent de Feuillants) rendezkedtek be. Nevük innen származott. A Feuillantinus klubnak csak adófizető, ún. aktív polgárok lehettek tagjai, számuk 160 és 264 között váltakozott. A csoportot eredetileg Antoine Barnave vezette, és tagjai közé tartozott többek között Jean Sylvain Bailly, Adrien Duport, Gilbert du Motier de La Fayette, Lameth, Sieyès abbé, Louis Ramond de Carbonnières, Lacépède, Bernard Journu-Auber, Maret de Bassano, Paul-Henri Marron protestáns lelkész és Vincent-Marie Viénot de Vaublanc gróf is, aki később vezetőjük lett.
Az 1792. szeptember 21-i alkotmányozó nemzetgyűlés után befolyásuk megszűnt, mert a nagy többségben levő girondisták kizárták a kormányból a feullantinus minisztereket, mivel azok ellenezték a Habsburg Birodalom elleni háborút. A monarchia augusztus 10-i bukása után – mint királypártiakat – a Feuillantinus klub tagjait felvették egy 841 nevet tartalmazó  listára, amin letartóztatásra szánt egyének nevei szerepeltek. Ezeket hazaárulással vádolták. Barnave-ot 1793. november 29-én ki is végezték. A feuillantinus nevet még évekig sértésként, a mérsékelt királypárti és arisztokrata jelzők szinonimájaként használták.